# 챵카파나
〈챵카파나〉(チャンカパーナ 챵카파나[*])는 NEWS의 14번째 싱글이다.

## 개요
전작 〈Fighting Man〉으로부터 약 1년 8개월 만에 발매하는 2012년 1번째 싱글이다. 야마시타 토모히사와 니시키도 료가 탈퇴해 4인 체제가 된 이래 첫 싱글이다.
초회 스페셜 BOX, 초회반 N, 초회반 E, 초회반 W , 초회반 S, 통상반의 6개의 형태로 발매되었다.
〈챵카파나〉란 〈사랑스러운 사람〉이라고 하는 의미를 담아 만든 조어이며, 의미를 알고 싶어 무심코 검색해 버리는 것을 노리고, 굳이 이국적으로 무엇인가 유래 있는 것처럼 들리는 말이다. 〈사랑스러운 사람〉이라고 하는 것은 물론, NEWS를 응원하는 팬이다.

## 차트 성적
2012년 7월 30일 자 오리콘 주간 싱글 차트에서 초동 매상 약 24.5만 매를 기록해, 첫 등장 1위로 랭크 인했다. NEWS에 있어서, 동 차트에서의 1위 획득은 데뷔로부터 14작 연속이 되었다. 또, 초동 매상이 20만 매를 돌파한 것은 2009년 4월에 발매한 〈사랑의 ABO〉이래 약 3년 2개월 만이다.

## 수록곡

### 초회 스페셜 BOX
CD
1. 초회반 N
2. 초회반 E
3. 초회반 W
4. 초회반 S

특전 DVD
1. 챵카파나 Music Clip (Long Ver.) & Making (26분 수록)

특전
1. 엔트리 ID 《금》
2. 절입 양면 포스터 (57×50의 4개로 접힘)

### 초회반 N
코야마 Ver. 자켓
CD
1. チャンカパーナ / 챵카파나
작사: Hacchin' Maya / 작곡: 히로이즘 / 편곡: CHOKKAKU
2. Starry [Vocal：코야마 케이치로]
작사: 코야마 케이치로 / 작곡: 히로이즘 / 편곡: 오츠보 나오키
3. Starry (オリジナル･カラオケ)

특전
1. 시청 ID 《은》

### 초회반 E
카토 Ver. 자켓
CD
1. チャンカパーナ / 챵카파나
2. ヴァンパイアはかく語りき / 뱀파이어는 이렇게 말했다 [Vocal：카토 시게아키]
작사: 카토 시게아키 / 작곡·편곡: 나카니시 료스케
3. ヴァンパイアはかく語りき (オリジナル･カラオケ)

특전
1. 시청 ID 《은》

### 초회반 W
마스다 Ver. 자켓
CD
1. チャンカパーナ / 챵카파나
2. PeekaBoo... [Vocal：마스다 타카히사]
작사: Ryohei / 작곡: Chris Meyer / 편곡: 치바 쥰지
3. PeekaBoo... (オリジナル･カラオケ)

특전
1. 시청 ID 《은》

### 초회반 S
테고시 Ver. 자켓
CD
1. チャンカパーナ / 챵카파나
2. Addict [Vocal：테고시 유야]
작사·작곡: 테고시 유야 / 편곡: 스즈키 마사야
3. Addict (オリジナル･カラオケ)

특전
1. 시청 ID 《은》

### 통상반
CD
1. チャンカパーナ / 챵카파나
2. フルスイング / 풀 스윙
작사·작곡: 히로이즘 / 편곡: 카메다 세이지
3. チャンカパーナ (オリジナル・カラオケ)
4. フルスイング (オリジナル・カラオケ)

특전
1. 시청 ID 《은》 (초회 프레스분에만)